# Ninon Haït-Weyl

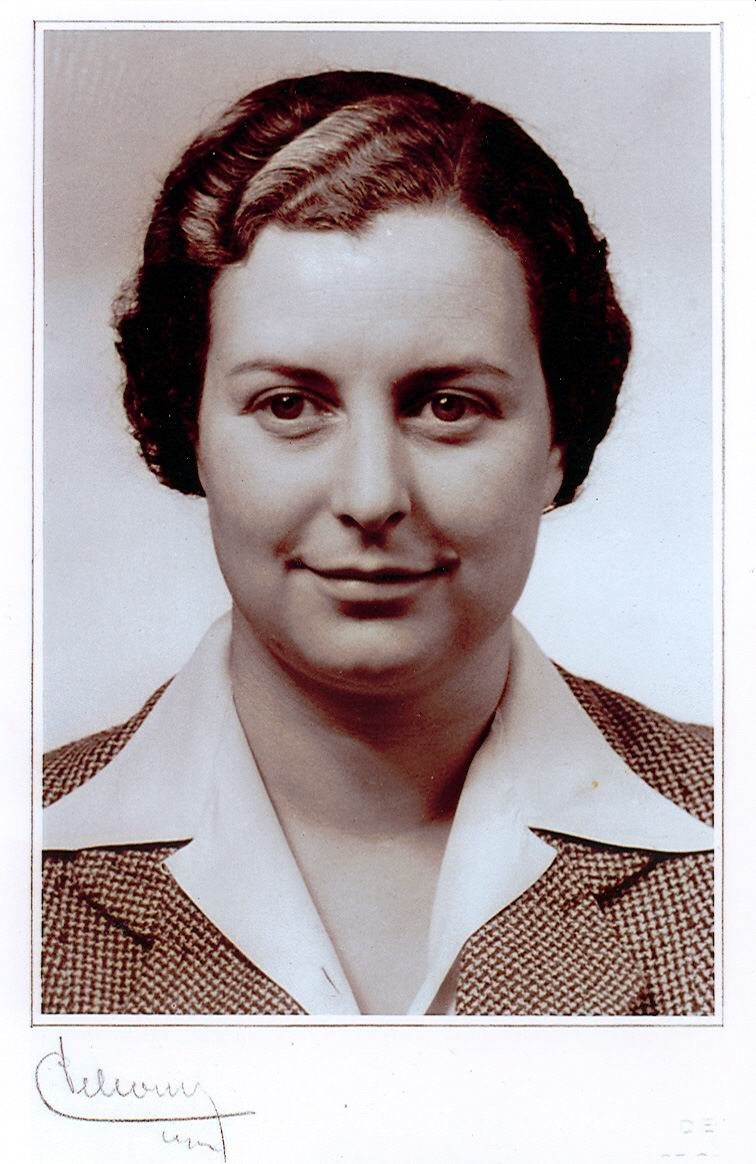
Ninon Haït-Weyl (1942)

Ninon Haït-Weyl (* 2. April 1911 in Mülhausen, Département Haut-Rhin; † 5. Oktober 2007 in Fontainebleau, Département Seine-et-Marne) war Französin und Mitglied der Résistance.

## Leben
Über Shatta Simon machte Haït-Weyl die Bekanntschaft mit Robert Gamzon (1905–1961) und arbeitete in ihrer Heimat Elsass für dessen Pfadfinderbewegung Èclaireurs israélites de France (EIF). Nach der deutschen Besetzung 1940 schloss sich Haït-Weyl der Résistance an und leistete Widerstand gegen die Politik Philippe Pétains (→Vichy-Regime). Dabei arbeitete sie mit Alexandre Glasberg (1902–1981) zusammen, aber auch mit Marc Hagenau (1904–1944), mit dem sie das Réseau Garel unterstützte. Im Widerstand gegen die deutsche Besetzung trat sie unter dem Pseudonym Nicole Harcourt auf.
Auch nachdem 1943 die Hilfsorganisation für jüdische Kinder Œuvre de secours aux enfants (OSE) nach Genf verlegt worden war, arbeitete Haït-Weyl vor Ort für die OSE; unterstützt wurde sie dabei u. a. von Elisabeth Hirsch (1913–1996), der jüngeren Schwester von Shatta Simon, und Ruth Lambert (1914–1996), einer Vertrauten von Abbé Glasberg.
Nach Kriegsende (→La Libération) ließ sich Haït-Weyl in Fontainebleau nieder. Sie starb 2007 und fand dort auch ihre letzte Ruhestätte.